# Nagy Előd
Nagy Előd (Pestújhely, 1942. május 17. –) magyar festő- és éremművész. Számos művésztelep alapítója.

## Életpályája
Tanulmányait 1963 és 1967 a Magyar Képzőművészeti Főiskolán végezte, ahol mesterei voltak: Barcsay Jenő, Eigel István, Kmetty János, Szabó Iván, Szentiványi Lajos.

## Díjai
- 1972 Derkovits-ösztöndíj
- 1983 SZOT-ösztöndíj
- 1984 A Művelődési Minisztérium nívódíja
- 1997 Budapestért díj
- 2002 Pro Palota Díj
- 2004 „A közjó szolgálatában” díj, Királyhágómelléki Református Egyházkerület

## Tagságai
- 1967 Művészeti alap (később  Magyar Alkotóművészek Országos Egyesülete)
- 1975 Magyar Képzőművészek és Iparművészek Szövetsége Festő Szakosztály
- 1997 Magyar Képzőművészek és Iparművészek Szövetsége Érem Szakosztály
- 2000 Magyar Festők Társasága
- 2002 Mednyánszky Társaság

## Művésztelepek
Alapító tagja a Nyíregyháza-Sóstói Nemzetközi Éremművészeti és Kisplasztikai Művésztelepnek (1970), a Salgótarjáni Nemzetközi Művésztelepnek (1974), a Mezőtúri Művésztelepnek (1981), a Természetbarát Képzőművészek Telepének (Kán, 2000) és a Kárpát-medencei Magyar Festők Telepének (Balatonvilágos, 2000). 1991-ben részt vett a Tiszapéterfalvi Nemzetközi Művésztelep (Kárpátalja) munkájában. 2001–2002. a Felsőbányai Művésztelep résztvevője. Alapító tagja a Kárpátaljai Hollósy Simon Nemzetközi Képzőművészeti Tábornak (2004. Rónafüred, Lumsori)

## Családja
1964-ben feleségül vette Czanik Ilonát. Négy gyermekük született: Nagy Emese Anna (1965.), Nagy Álmos István (1967.), Nagy Botond Kálmán (1970.) és Nagy Borbála Teréz (1976.). Nyolc unokája van. 
Nagyapja Pestújhely első községi orvosa, Weszter Sándor, aki 2023-ban a XV. kerület posztumusz díszpolgára lett.  

## Kiállításai
- Eddig 80 önálló kiállítása volt.
- 1994-ben Dunaszerdahelyen (Felvidék) részt vesz a Kortárs Magyar Galéria első kiállításán.
- Fontosabb csoportkiállítások külföldön: Schlieren, Bern, Genf, Bázel, Aarau, St. Gallen (Svájc) és Chisinau (Kisinyov - Moldávia).
- Az országos kiállítások rendszeres résztvevője: Hódmezővásárhelyi Őszi Tárlat, Pasztell Biennále, Országos Érembiennále, Sopron, Alföldi Tárlat, Balaton Tárlat stb.

## Művei gyűjteményekben
Alkotásait a Magyar Nemzeti Galéria, Budapesti Történeti Múzeum, Nemzeti Kulturális Örökség Minisztériuma, a Jósa András Múzeum, Tornyai János Múzeum, a Vízügyi Múzeum, Magyar Színházi Intézet, Kárpátaljai Magyar Kulturális Szövetség, Paksi Atomerőmű Rt., Ericsson Magyarország Kft., T-Mobile Magyarország Távközlési Rt., Kortárs Magyar Múzeum (Dunaszerdahely), DHL Magyarország Kft., Internationale Treuhand A.G. (Bázel), Zürcher Kantonalbank, Kiste (Berlin), Budapesti Műszaki Egyetem, Királyhágómelléki Református Egyházkerület Képtára, Pannonhalmi Bencés Apátság, Petőfi Irodalmi Múzeum, Bp. XII. illetve XV. kerületi önkormányzat, a Budapest Főváros Közgyűlése, a Cívis Hotels, MAL Rt., Jókai Bánya (Ajka) valamint számos külföldi és magyar magángyűjtemény őrzi.